# Шимановский, Виталий Николаевич
Виталий Николаевич Шимановский (укр. Віталій Миколайович Шимановський; 12 ноября 1928 — 27 октября 2000) — советский и украинский учёный в области строительной механики, член-корреспондент АН УССР (1982) и НАНУ.

## Биография
Родился 12.11.1928 в с. Антоновка Узинского района Киевской области (сейчас — Малая Антоновка Белоцерковского района) в семье учителя математики.
Окончил Киевский гидромелиоративный институт (1954).
В 1954—1962 годы работал в Киеве в отделе Министерства транспортного строительства СССР. В 1962—1980 гг. в НИИ строительных конструкций Госстроя СССР.
В 1980—2000 годах — директор Украинского института стальных конструкций (Украинский НИИ проектстальконструкций).
В 1980—1990 годы по совместительству профессор кафедры металлических и деревянных конструкций Киевского инженерно-строительного института (КИСИ).
Доктор технических наук. Диссертации:
- Исследование покрытий типа висячих цилиндрических оболочек : диссертация … кандидата технических наук : 05.00.00. — Киев, 1966. — 211 с. : ил.
- Исследование несущих элементов и некоторых линейно-протяжных и пространственных висячих систем : диссертация … доктора технических наук : 05.23.01. — Киев, 1977. — 359 с. : ил.

Член-корреспондент АН УССР (1982).
Разработчик новых видов металлических конструкций.
Автор (соавтор) 160 печатных работ, в том числе 8 монографий. Подготовил 14 кандидатов наук.
Лауреат Государственной премии Украины в области науки и техники (1994).
Умер после тяжелой продолжительной болезни на 72-м году жизни 27 октября 2000 года. Похоронен вместе с женой на Байковом кладбище (участок № 49а).
Именем Шимановского названы институт, в котором он работал директором, и улица.
Сочинения:
- Висячие системы : (Конструкции и расчет нитей конеч. жесткости) / В. Н. Шимановский. — Киев : Будiвельник, 1984. — 208 с. : ил.; 22 см.
- Оптимальное проектирование пространственных решетчатых покрытий / В. Н. Шимановский, В. Н. Гордеев, М. Л. Гринберг. — Киев : Будiвельник, 1987. — 223,[1] с. : ил.; 20 см.
- Расчет висячих конструкций за пределом упругости [Текст] / В. Н. Шимановский, А. А. Соколов ; Науч.-исслед. ин-т строит. конструкций Госстроя СССР. — Киев : Будiвельник, 1975. — 105 с. : черт.; 22 см.
- Расчет висячих конструкций (нитей конечной жесткости) [Текст] / В. Н. Шимановский, Ю. В. Смирнов, Р. Б. Харченко ; Под ред. канд. техн. наук В. Н. Шимановского. — Киев : Будiвельник, 1973. — 200 с. : черт.; 21 см.

### Семья
Сын — Шимановский, Александр Витальевич (род. 1955) — украинский учёный-строитель, член-корреспондент НАН Украины; 10 мая 2023 года сообщил, что демонтаж герба СССР на Родине-матери и установление украинского герба обойдётся примерно в 36 миллионов гривен.